# 2018 год в спорте
Список 2018 год в спорте описывает спортивные события 2018 года.

## Бадминтон
- 30 июля — 5 августа — Чемпионат мира по бадминтону ( Нанкин; Китай)[1][2].

## Баскетбол
- 22 — 30 сентября — Чемпионат мира по баскетболу среди женщин 2018 ( Испания)

## Биатлон
- 24 — 28 января — Чемпионат Европы по биатлону 2018 ( Италия)

## Бокс
- 5 — 12 июня — Чемпионат Европы по боксу среди женщин ( София; Болгария)[3].
- 15 — 24 ноября — чемпионат мира по боксу среди женщин ( Нью-Дели; Индия)[4].

## Борьба
- 30 апреля — 6 мая — Чемпионат Европы по борьбе 2018 ( Каспийск; Россия)[5].

## Велоспорт
- 22 — 30 сентября — чемпионат мира по шоссейным велогонкам ( Инсбрук; Австрия)[6].

## Волейбол
- 10 — 30 сентября — чемпионат мира по волейболу среди мужчин ( Италия / Болгария)[7].
- 30 сентября — 21 октября — чемпионат мира по волейболу среди женщин ( Япония)[8].

## Гандбол
- 12 — 28 января — чемпионат Европы по гандболу среди мужчин ( Загреб; Хорватия)[9].
- 30 ноября — 16 декабря — чемпионат Европы по гандболу среди женщин ( Франция)[10].

## Гребля
- 2 — 5 августа — чемпионат Европы по гребле ( Глазго; Великобритания)
- 9 — 16 сентября — чемпионат мира по гребле ( Пловдив; Болгария)

## Дзюдо
- 26 — 29 апреля — чемпионат Европы по дзюдо ( Тель-Авив; Израиль)

## Кёрлинг
- 17 — 25 марта — чемпионат мира по кёрлингу среди женщин ( Норт-Бей; Канада)[11].
- 31 марта — 8 апреля — чемпионат мира по кёрлингу среди мужчин ( Лас-Вегас; США)[12].

## Конькобежный спорт
- 5—7 января — Чемпионат Европы по конькобежному спорту на отдельных дистанциях ( Коломна; Россия)[13].
- 3—4 марта — чемпионат мира по конькобежному спорту в спринтерском многоборье ( Чанчунь; Китай)[14].
- 9—10 марта — чемпионат мира по конькобежному спорту в классическом многоборье ( Амстердам; Нидерланды)[15].

## Лёгкая атлетика
- 1—4 марта — чемпионат мира по лёгкой атлетике в помещении ( Бирмингем; Великобритания)[16].
- 24 марта — чемпионат мира по полумарафону ( Валенсия; Испания)[17].
- 5—8 июля — чемпионат Европы по лёгкой атлетике среди юношей 2018 ( Дьёр; Венгрия)[18].
- 7—12 августа — чемпионат Европы по лёгкой атлетике ( Берлин; Германия)[19].

## Настольный теннис
- 29 апреля — 6 мая — чемпионат мира по настольному теннису среди команд ( Хальмстад; Швеция)[20].
- 18 — 23 сентября — чемпионат Европы по настольному теннису ( Аликанте; Испания)[21].

## Парусный спорт
- 30 июля — 12 августа — Комплексный чемпионат мира по парусному спорту 2018 ( Орхус; Дания)[22].

## Плавание
- 7 — 11 декабря — чемпионат мира по плаванию на короткой воде ( Ханчжоу; Китай).

## Пятиборье
- 6 — 15 сентября — чемпионат мира по современному пятиборью ( Мехико; Мексика)[23].

## Регби
- 20—22 июля — Чемпионат мира по регби-7 ( Сан-Франциско; США)[24].

## Самбо
- 18—20 мая — чемпионат Европы по самбо ( Афины; Греция)
- 9—11 ноября — чемпионат мира по самбо ( Бухарест; Румыния)

## Спортивная гимнастика
- 25 октября — 3 ноября — чемпионат мира по спортивной гимнастике ( Доха; Катар).

## Стрельба
- 16—26 февраля — чемпионат Европы по стрельбе[англ.] ( Дьёр; Венгрия)
- 31 августа—14 сентября — чемпионат мира по стрельбе ( Чханвон; Южная Корея)

## Стрельба из лука
- 14—19 февраля — чемпионат мира по стрельбе из лука в закрытых помещениях ( Кортина-д’Ампеццо; Италия)
- 4—9 сентября — чемпионат мира по стрельбе из лука ( Кортина-д’Ампеццо; Италия)

## Теннис
- 15—28 января — Открытый чемпионат Австралии ( Мельбурн; Австралия)[25].

## Тяжёлая атлетика
- 23 марта—1 апреля — чемпионат Европы по тяжёлой атлетике ( Тирана; Албания)
- 24 ноября—3 декабря — чемпионат мира по тяжёлой атлетике ( Лима; Перу)

## Фехтование
- 16 — 21 июня — чемпионат Европы по фехтованию ( Нови-Сад; Сербия)[26].
- 19 — 27 июля — чемпионат мира по фехтованию ( Уси; Китай)[27].

## Фигурное катание
- 15—21 января — чемпионат Европы по фигурному катанию ( Москва; Россия)[28].
- 22—28 января — чемпионат четырёх континентов по фигурному катанию ( Тайбэй; Тайвань)[29].
- 5—11 марта — чемпионат мира по фигурному катанию среди юниоров ( София; Болгария)[28].
- 19—25 марта — чемпионат мира по фигурному катанию ( Милан; Италия)[30].

## Футбол
- 30 января — 10 февраля — чемпионат Европы по мини-футболу ( Любляна; Словения)[31].
- 14 июня — 15 июля — чемпионат мира по футболу ( Россия).

## Хоккей на траве
- 21 июля—5 августа — чемпионат мира по хоккею на траве среди женщин ( Лондон; Англия)[32].
- 28 ноября—16 декабря — чемпионат мира по хоккею на траве среди мужчин ( Бхубанешвар; Индия)[32].

## Хоккей с мячом
- 9 — 13 января — чемпионат мира по хоккею с мячом среди женщин ( Чэндэ; Китай)[33][34].
- 29 января — 4 февраля — чемпионат мира по хоккею с мячом ( Хабаровск; Россия)[35].

## Хоккей с шайбой
- 26 декабря 2017 — 5 января 2018 — Чемпионат мира по хоккею с шайбой среди молодёжных команд 2018 ( Буффало; США).
- 19 — 29 апреля — Чемпионат мира по хоккею с шайбой среди юниорских команд ( Челябинск, Магнитогорск; Россия)[36].
- 4—20 мая — чемпионат мира по хоккею с шайбой ( Копенгаген, Хернинг; Дания).

## Художественная гимнастика
- 10 — 16 сентября — чемпионат мира по художественной гимнастике ( София; Болгария).

## Шахматы
- 10 — 22 марта — турнир претендентов ( Берлин; Германия)[37][38].
- 2 — 20 мая — матч за звание чемпионки мира по шахматам ( Шанхай, Чунцин; Китай).
- 23 сентября — 7 октября — Всемирная шахматная олимпиада ( Батуми; Грузия)[37].
- 2 — 23 ноября — чемпионат мира по шахматам среди женщин ( Ханты-Мансийск; Россия).
- 9 — 28 ноября — матч за звание чемпиона мира по шахматам ( Лондон; Великобритания)[39].

## Шашки
- 22—28 февраля — 1-й панамериканский чемпионат по шашкам-64 ( Монтего Бей; Ямайка)[40].
- 22—28 февраля — 1-й этап Кубка мира по шашкам-64 «Ямайка-2018» ( Монтего Бей; Ямайка).
- 21—26 апреля — Чемпионаты Азии по международным шашкам среди мужчин и среди женщин ( Синьтай; Китай)[41].
- 30 мая—1 июня — Чемпионат мира по международным шашкам среди мужчин и женщин в форматах рапид и блиц ( Бергамо; Италия)[42].
- 2 — 9 июня — чемпионат Америки по международным шашкам ( Виллемстад; Кюрасао)[43].
- 3—11 июля — чемпионат Африки по шашкам-64 среди мужчин 2018 ( Малави)[44].
- 3—9 августа — 1-й чемпионат мира по фризским шашкам ( Леуварден; Нидерланды)[43].
- 15—24 сентября — чемпионат Европы по шашкам-64 среди мужчин и женщин ( Кранево; Болгария)[45].
- 4 — 15 октября — чемпионат Африки по международным шашкам ( Дакар; Сенегал)[43].
- 19 ноября—2 декабря — матч за звание чемпионки мира между Зоей Голубевой (Латвия) и Натальей Садовской (Польша)[43].
- 16—22 декабря — чемпионат Европы по международным шашкам среди мужчин и женщин ( Москва; Россия).
- 28 декабря—13 января — Матч за звание чемпиона мира между Александром Шварцманом (Россия) и Рулом Бомстрой (Нидерланды).

## Шорт-трек
- 12—14 января — чемпионат Европы по шорт-треку ( Дрезден; Германия)
- 16—18 марта — чемпионат мира по шорт-треку ( Монреаль; Канада)

## Другие спортивные события
- 9—25 февраля — XXIII Зимние Олимпийские игры ( Пхёнчхан; Республика Корея).
- 9—18 марта — XII Паралимпийские зимние игры ( Пхёнчхан; Республика Корея).
- 4—15 апреля — Игры Содружества ( Голд-Кост; Австралия).
- 22 июня — 1 июля — Средиземноморские игры, ( Таррагона; Испания)[2].
- 2—12 августа — I-й Чемпионат Европы по летним видам спорта ( Глазго, Эдинбург; Великобритания /  Берлин, Германия).
- 2—12 августа — XXXIV чемпионат Европы по водным видам спорта. Проходят как часть первого в истории объединённого чемпионата Европы по летним видам спорта ( Глазго, Эдинбург; Великобритания).
- 18 августа—2 сентября — Летние Азиатские игры ( Джакарта, Палембанг; Индонезия).
- 6—18 октября — Летние юношеские Олимпийские игры в Буэнос-Айресе ( Аргентина).

## Скончались
- 1 марта — Висенте Пикер — испанский футболист («Валенсия») и тренер, игрок национальной сборной, двукратный победитель Кубка ярмарок (1961—1962, 1962—1963).[46]